# Hemithea beethoveni
Hemithea beethoveni là một loài bướm đêm trong họ Geometridae.